# Pseudicius datuntatus
Pseudicius datuntatus är en spindelart som beskrevs av Logunov, Zamanpoore 2005. Pseudicius datuntatus ingår i släktet Pseudicius och familjen hoppspindlar. Inga underarter finns listade i Catalogue of Life.